# ولی‌ویو (اوهایو)
ولی‌ویو، اوهایو (به انگلیسی: Valleyview, Ohio) یک منطقهٔ مسکونی در ایالات متحده آمریکا است که در شهرستان فرانکلین، اوهایو واقع شده‌است.

## خصوصیات
ولی‌ویو ۰٫۳۹ کیلومترمربع مساحت و ۶۲۰ نفر جمعیت دارد.